# The Soul of a Man
The Soul of a Man  es una película de Estados Unidos y Alemania dirigida por Wim Wenders  en 2005, y protagonizada por Chris Thomas King, Keith B. Brown, James Hughes, David F. Hughes.
Esta película, en parte histórica y en parte búsqueda personal, es el primero de seis episodios que se han emitido en la televisiónestadounidense. Con ella, el realizador alemán Wim Wenders (El cielo sobre Berlín) muestra la tensión dramática entre lo sagrado y lo profano dentro de este género musical y enseña cómo fueron estas vidas de dedicación al blues a través de una extensa ficción, de escenas de la vida actual a modo de documental y de canciones de músicos contemporáneos como Lou Reed, Los Lobos, Eagle Eye Cherry, Marc Ribot, Nick Cave o Cassandra Wilson.

## Sinopsis
La historia del blues está llena de nombres que, como Skip James, B.W. Johnson o J.B. Lenoir, con el tiempo llegaron a convertirse en leyendas. El primero estudió guitarra y piano desde joven. Habitual en las fiestas y eventos del país, el músico grabó varios trabajos para Paramount hasta que la compañía quebró y James se dedicó a predicar. Su redescubrimiento en 1964 fue todo un éxito. J. B. Lenoir se caracterizó por crear composiciones en las que los saxos sonaban al unísono de una guitarra que se adaptaba un excepcional campo vocal. Blind Willie Johnson empleó el espíritu del blues para transmitir sus mensajes religiosos y fue el autor de temas como "Dark was the night-cold was the ground" y "The soul of a man", el título elegido por Wim Wenders para dar nombre a este repaso por la historia del blues.